# (36099) 1999 RE113
1999 RE113 (asteroide 36099) é um asteroide da cintura principal. Possui uma excentricidade de 0.14936740 e uma inclinação de 12.98531º.
Este asteroide foi descoberto no dia 9 de setembro de 1999 por LINEAR em Socorro.